# Limbic Entertainment
Limbic Entertainment GmbH — частная немецкая компания, занимающаяся разработкой видеоигр, со штаб-квартирой в Лангене.

## История компании
Компания основана в 2002 году Стефаном Винтером (Stephan Winter), Эйком Радунзем (Eike Radunz) и Александром Фреем (Alexander Frey).
В активе команды числится разработка десятой части серии видеоигр Might and Magic под названием Might & Magic X: Legacy, участие в разработке шестой части франшизы Heroes of Might and Magic. В период с 2014 по 2016 годы студия занималась разработкой и поддержкой Might & Magic Heroes VII.

## Игры
| Год  | Название                 | Издатель                   | Платформы                                                |
| ---- | ------------------------ | -------------------------- | -------------------------------------------------------- |
| 2011 | Might & Magic Heroes VI  | Ubisoft                    | Microsoft Windows                                        |
| 2014 | Might & Magic X: Legacy  | Ubisoft                    | Microsoft Windows, OS X                                  |
| 2015 | Might & Magic Heroes VII | Ubisoft                    | Microsoft Windows                                        |
| 2018 | Memories of Mars         | 505 Games                  | Microsoft Windows                                        |
| 2019 | Tropico 6                | Kalypso Media              | Microsoft Windows, Linux, MacOS, PlayStation 4, Xbox One |
| 2022 | Park Beyond              | Bandai Namco Entertainment | Microsoft Windows, PlayStation 5, Xbox Series X/S        |